# Iván Golubets
Iván Kárpovich Golubéts Ива́н Ка́рпович Голубе́ц (8 de mayo de 1916, Taganrog -25 de marzo de 1942, Strelétskaya) fue un marino de la Flota del Mar Negro de la Unión Soviética. Por su hazaña fue póstumamente condecorado con el título de Héroe de la Unión Soviética.

## Biografía
Iván Golubéts nació en la ciudad de Taganrog el 8 de mayo de 1916, hijo de un obrero ucraniano. Cursados 7 años de escuela secundaria, trabajó en una fábrica de acero, y en 1937 se alistó en la Armada Soviética. En 1939 se graduó en la escuela de la guardia costera en Balaclava, y sirvió en las divisiones 1.ª y 2.ª de la Flota del Mar Negro en buques de guardia en la ciudad de Novorossíisk. Participó en la Gran Guerra Patriótica desde junio de 1941, sirviendo como timonel en la corveta SK-0183 de la 3.ª división de buques de guardia, elemento en el que realizara su valiente hazaña durante la primavera de 1942 en Sebastopol.
El 25 de marzo de 1942 la artillería alemana disparó contra la Bahía de Strelétskaya, provocando el incendio del motor de otro buque de guardia, el SK-0121. Iván Golubets tomó las medidas necesarias para extinguir el fuego. Luego de que una segunda ojiva impactara la nave soviética, hubo otra explosión en los tanques de combustible, lo que podía llevar al estallido de las cargas de profundidad (armas antisubmarinas) que estaban a bordo, causando una cadena de explosiones en otros barcos de la bahía. Golubéts entendió la situación y comenzó a hacer rodar las cargas fuera del barco. La última carga de profundidad fue la que explotó, matándolo instantáneamente, pero gracias a su accionar se salvaron muchas vidas y la corveta.
El 14 de junio de 1942 el Soviet Supremo aprobó un decreto nombrando póstumamente Héroe de la Unión Soviética a Iván Golubéts.